# Пеленов Анатолій Кирилович
Анатолій Кирилович Пеленов (6 квітня 1930, село Чичеріне, тепер село Новоапостолівка Волноваського району Донецької області — ?) — український радянський діяч, директор Макіївського металургійного заводу імені Кірова Донецької області.

## Життєпис
У 1954 році закінчив Донецький політехнічний інститут за спеціальністю «Обробка металів тиском».
У 1954—1967 роках — підручний нагрівальник металу прокатного цеху № 1, теплотехнік і майстер нагрівальних криниць, диспетчер цеху, начальник цеху, начальник ділянки стану блюмінга прокатного цеху № 1 Макіївського металургійного заводу імені Кірова Сталінської (Донецької) області. Член КПРС.
У 1967—1973 роках — заступник начальника прокатного цеху № 3 Макіївського металургійного заводу імені Кірова Донецької області
У 1973—1980 роках — директор Макіївського металургійного заводу імені Кірова Донецької області.
У 1983—1990 роках — головний інженер-консультант металургійного заводу в місті Карачі (Пакистан).
З 1990 року — на пенсії. Автор 33 винаходів.

## Нагороди та відзнаки
- орден Трудового Червоного Прапора
- орден «Знак Пошани»
- медалі
- Почесна грамота Президії Верховної Ради Української РСР